# Chelostoma transversum
Chelostoma transversum är en biart som först beskrevs av Heinrich Friese 1897.  Chelostoma transversum ingår i släktet blomsovarbin, och familjen buksamlarbin. Inga underarter finns listade i Catalogue of Life.